# Grand Prix Velké Británie 1995
Grand Prix Velké Británie 1995 (XLVIII Foster's British Grand Prix) osmý závod 46. ročníku mistrovství světa jezdců Formule 1 a 37. ročníku poháru konstruktérů, historicky již 572. grand prix, se uskutečnila na okruhu Silverstone.

## Výsledky

### Kvalifikace
| Pořadí | Číslo | Jezdec                   | Konstruktér        | 1. část  | 2. část   | Odstup  |
| ------ | ----- | ------------------------ | ------------------ | -------- | --------- | ------- |
| 1      | 5     | Damon Hill               | Williams-Renault   | 1:28.124 | 1:48.800  |         |
| 2      | 1     | Michael Schumacher       | Benetton-Renault   | 1:28.397 | 1:48.204  | +0.273  |
| 3      | 6     | David Coulthard          | Williams-Renault   | 1:28.947 | 1:48.012  | +0.823  |
| 4      | 28    | Gerhard Berger           | Ferrari            | 1:29.657 | 1:51.818  | +1.533  |
| 5      | 2     | Johnny Herbert           | Benetton-Renault   | 1:29.867 | 1:55.011  | +1.743  |
| 6      | 27    | Jean Alesi               | Ferrari            | 1:29.874 | 1:48.205  | +1.750  |
| 7      | 15    | Eddie Irvine             | Jordan-Peugeot     | 1:30.083 | 1:51.045  | +1.959  |
| 8      | 8     | Mika Häkkinen            | McLaren-Mercedes   | 1:30.140 | no time   | +2.016  |
| 9      | 14    | Rubens Barrichello       | Jordan-Peugeot     | 1:30.354 | 1:49.152  | +2.230  |
| 10     | 7     | Mark Blundell            | McLaren-Mercedes   | 1:30.453 | 56:10.060 | +2.329  |
| 11     | 25    | Martin Brundle           | Ligier-Mugen-Honda | 1:30.946 | 1:49.414  | +2.822  |
| 12     | 30    | Heinz-Harald Frentzen    | Sauber-Ford        | 1:31.602 | 1:51.059  | +3.478  |
| 13     | 26    | Olivier Panis            | Ligier-Mugen-Honda | 1:31.842 | 1:51.657  | +3.718  |
| 14     | 3     | Ukjó Katajama            | Tyrrell-Yamaha     | 1:32.087 | 1:52.054  | +3.963  |
| 15     | 23    | Pierluigi Martini        | Minardi-Ford       | 1:32.259 | 2:13.471  | +4.135  |
| 16     | 29    | Jean-Christophe Boullion | Sauber-Ford        | 1:33.166 | 1:51.086  | +5.042  |
| 17     | 9     | Massimiliano Papis       | Footwork-Hart      | 1:34.154 | 1:53.097  | +6.030  |
| 18     | 24    | Luca Badoer              | Minardi-Ford       | 1:34.556 | 1:50.959  | +6.432  |
| 19     | 10    | Taki Inoue               | Footwork-Hart      | 1:35.323 | no time   | +7.199  |
| 20     | 21    | Pedro Diniz              | Forti-Ford         | 1:36.023 | 5:51.829  | +7.899  |
| 21     | 16    | Bertrand Gachot          | Pacific-Ford       | 1:36.076 | no time   | +7.952  |
| 22     | 22    | Roberto Moreno           | Forti-Ford         | 1:36.651 | 1:56.374  | +8.527  |
| 23     | 4     | Mika Salo                | Tyrrell-Yamaha     | bez času | 1:48.639  | +20.515 |
| 24     | 17    | Andrea Montermini        | Pacific-Ford       | bez času | 1:52.398  | +24.274 |

### Závod
| Pořadí | Číslo | Jezdec                   | Konstruktér        | Kola | Čas/odstoupení | Start | Body |
| ------ | ----- | ------------------------ | ------------------ | ---- | -------------- | ----- | ---- |
| 1      | 2     | Johnny Herbert           | Benetton-Renault   | 61   | 1:34:35.093    | 5     | 10   |
| 2      | 27    | Jean Alesi               | Ferrari            | 61   | +16.479        | 6     | 6    |
| 3      | 6     | David Coulthard          | Williams-Renault   | 61   | +23.888        | 3     | 4    |
| 4      | 26    | Olivier Panis            | Ligier-Mugen-Honda | 61   | +1:33.168      | 13    | 3    |
| 5      | 7     | Mark Blundell            | McLaren-Mercedes   | 61   | +1:48.172      | 10    | 2    |
| 6      | 30    | Heinz-Harald Frentzen    | Sauber-Ford        | 60   | +1 kolo        | 12    | 1    |
| 7      | 23    | Pierluigi Martini        | Minardi-Ford       | 60   | +1 kolo        | 15    |      |
| 8      | 4     | Mika Salo                | Tyrrell-Yamaha     | 60   | +1 kolo        | 23    |      |
| 9      | 29    | Jean-Christophe Boullion | Sauber-Ford        | 60   | +1 kolo        | 16    |      |
| 10     | 24    | Luca Badoer              | Minardi-Ford       | 60   | +1 kolo        | 18    |      |
| 11     | 14    | Rubens Barrichello       | Jordan-Peugeot     | 59   | Kolize         | 9     |      |
| 12     | 16    | Bertrand Gachot          | Pacific-Ford       | 58   | +3 kola        | 21    |      |
| Ret    | 22    | Roberto Moreno           | Forti-Ford         | 48   | Motor          | 22    |      |
| Ret    | 1     | Michael Schumacher       | Benetton-Renault   | 45   | Kolize         | 2     |      |
| Ret    | 5     | Damon Hill               | Williams-Renault   | 45   | Kolize         | 1     |      |
| Ret    | 9     | Massimiliano Papis       | Footwork-Hart      | 28   | Vyjetí z trati | 17    |      |
| Ret    | 3     | Ukjó Katajama            | Tyrrell-Yamaha     | 22   | Únik paliva    | 14    |      |
| Ret    | 17    | Andrea Montermini        | Pacific-Ford       | 21   | Vyjetí z tratě | 24    |      |
| Ret    | 8     | Mika Häkkinen            | McLaren-Mercedes   | 20   | Elektronika    | 8     |      |
| Ret    | 28    | Gerhard Berger           | Ferrari            | 20   | Řízení         | 4     |      |
| Ret    | 25    | Martin Brundle           | Ligier-Mugen-Honda | 16   | Vyjetí z tratě | 11    |      |
| Ret    | 10    | Taki Inoue               | Footwork-Hart      | 16   | Vyjetí z tratě | 19    |      |
| Ret    | 21    | Pedro Diniz              | Forti-Ford         | 13   | Převodovka     | 20    |      |
| Ret    | 15    | Eddie Irvine             | Jordan-Peugeot     | 2    | Elektronika    | 7     |      |

## Průběžné pořadí šampionátu
Pohár jezdců
| Pořadí | Jezdec             | Body |
| ------ | ------------------ | ---- |
| 1      | Michael Schumacher | 46   |
| 2      | Damon Hill         | 35   |
| 3      | Jean Alesi         | 32   |
| 4      | Johnny Herbert     | 22   |
| 5      | David Coulthard    | 17   |

Pohár konstruktérů
| Pořadí | Konstruktér        | Body |
| ------ | ------------------ | ---- |
| 1      | Benetton-Renault   | 58   |
| 2      | Ferrari            | 49   |
| 3      | Williams-Renault   | 46   |
| 4      | Jordan-Peugeot     | 13   |
| 5      | Ligier-Mugen-Honda | 10   |